# ロチェスター (CA-124)
| USS Rochester (CA-124) |                                                            |
| 艦歴                   |                                                            |
| 発注:                  |                                                            |
| 起工:                  | 1944年5月29日                                              |
| 進水:                  | 1945年8月28日                                              |
| 就役:                  | 1946年12月20日                                             |
| 退役:                  | 1961年8月15日                                              |
| 除籍:                  | 1973年10月1日                                              |
| その後:                | 1974年にスクラップとして廃棄                               |
| 性能諸元               |                                                            |
| 排水量:                | 13,700 トン                                                |
| 全長:                  | 674 ft 11 in                                               |
| 全幅:                  | 70 ft 10 in                                                |
| 吃水:                  | 20 ft 7 in                                                 |
| 機関:                  |                                                            |
| 最大速:                | 33ノット                                                   |
| 兵員:                  | 士官、兵員1,142名                                          |
| 兵装:                  | 8インチ砲9門、 5インチ砲12門、 40mm機銃48基、 20mm機銃20基 |
| 搭載機:                |                                                            |

ロチェスター(USS Rochester, CA-124)は、アメリカ海軍の重巡洋艦。オレゴン・シティ級重巡洋艦の3番艦。艦名はニューヨーク州ロチェスターに因む。その名を持つ艦としては3隻目。

## 艦歴
ロチェスターは1944年5月29日にマサチューセッツ州クインシーのベスレヘム・スチール社で起工し、1945年8月28日にM・ハーバート・アイゼンハート夫人（ボシュロム社社長夫人。ボシュロムはロチェスターに本社を置く）によって進水する。1946年12月20日にボストン海軍工廠で艦長ハリー・A・ガスリー大佐の指揮下就役した。
ロチェスターは1947年2月22日にマサチューセッツ州プロヴィンスタウンを出航し、キューバのグアンタナモ湾で公試を行う。4月末までロチェスターはフィラデルフィアで巡航の準備を行い、その後9回の拡張予備役訓練でカスコ湾北部からカリブ海南方までの巡航を行った。
1957年6月の第1週はサンフランシスコでチェスター・ニミッツ提督の旗艦として第1艦隊の観閲式に参加する。18日にロングビーチに帰還し、通常の作戦活動を再開、9月3日に7度目の太平洋配備に向かう。任務完了後1958年3月24日にロングビーチに帰還した。その後1959年1月6日から6月17日、1960年4月5日から10月29日までと2度の太平洋配備が行われた。
ロチェスターは1961年4月12日にロングビーチを出航し、4月15日に不活性化のため太平洋予備役艦隊ブレマートン・グループへの合流を命じられた。ピュージェット・サウンド海軍工廠に到着すると1961年8月15日に予備役となる。その後もブレマートンで保管され、1973年10月1日に除籍、スクラップとして廃棄された。
ロチェスターは朝鮮戦争の戦功で6個の従軍星章を受章した。